# Alexander De Los Rios
Alexander De Los Rios, geb. Brückmann, (* 11. August 1992 in Breisach am Rhein) ist ein deutscher Eishockeyspieler, der seit der Saison 2010/11 beim EHC Freiburg aktiv ist und derzeit für den Klub in der DEL2 auf der Position des Verteidigers spielt. De Los Rios hat im Verein schon alle Jugendabteilungen durchlaufen und ist eines der vielen Eigengewächse, die gegenwärtig für den EHC Freiburg auf das Eis gehen.

## Karriere
De Los Rios wurde in der Jugend des EHC Freiburg ausgebildet und kam erstmals in der Saison 2010/11 zu zwei Einsätzen für die Profimannschaft, die zu diesem Zeitpunkt in der 2. Eishockey-Bundesliga spielte. Im Jahr zuvor hatte er bereits in der Regionalliga-Mannschaft sein Debüt bei den Senioren gefeiert. Da der EHC Freiburg nach der Saison 2010/11 sportlich abgestiegen war und aus wirtschaftlichen Gründen in der darauffolgenden Spielzeit in der viertklassigen Regionalliga antreten musste, kam De Los Rios in der Saison 2011/12 zu mehr Einsätzen und konnte sich schließlich auch in den folgenden Jahren in der drittklassigen Oberliga und der DEL2 allmählich als Stammspieler etablieren.
De Los Rios macht seine physischen Defizite durch eine abgeklärte, disziplinierte Spielweise und eine überdurchschnittliche Technik wett und gilt inzwischen als einer der Schlüsselspieler in der Defensivabteilung des EHC Freiburg.

## Erfolge und Auszeichnungen
- 2012 Regionalliga-Süd/West-Meister und Aufstieg in die Oberliga mit dem EHC Freiburg
- 2015 Oberliga-Meister und Aufstieg in die DEL2 mit dem EHC Freiburg

## Karrierestatistik
Stand: Ende der Saison 2024/25
(Legende zur Spielerstatistik: Sp oder GP = absolvierte Spiele; T oder G = erzielte Tore; V oder A = erzielte Assists; Pkt oder Pts = erzielte Scorerpunkte; SM oder PIM = erhaltene Strafminuten; +/− = Plus/Minus-Bilanz; PP = erzielte Überzahltore; SH = erzielte Unterzahltore; GW = erzielte Siegtore; 1 Play-downs/Relegation; Kursiv: Statistik nicht vollständig)

## Familie
Im Jahr 2022 heiratete Alexander De Los Rios und nahm den Namen seiner Ehefrau an. De Los Rios’ älterer Bruder Felix Brückmann ist ebenfalls professioneller Eishockeyspieler und wird auf der Position des Torwarts eingesetzt. Er gehört seit 2012 dem Kader der deutschen Nationalmannschaft an.